# 70mmフィルム
70mmフィルムまたは65mmフィルムは、幅の広いハイレゾリューションのフィルムの規格である。
このフィルムは通常の映画用35mmフィルムの規格より高品質とされている。
カメラ用フィルムの場合は、70mmではなく65mmのフィルムが使用されている。映写機用の場合は、6つのサウンドトラックを収容するためにパーフォレーション（送り穴）の外側に設けた磁気式ストリップの分だけ、各端2.5mmずつ広くなっている。
最近の70mmフィルムの多くはデジタル音源を暗号化しているが、この方式が採用されていない70mmフィルムも数多く存在する。
各フレームはパーフォレーション5個分の高さをしており、アスペクト比は2.20：1。
70mmフィルムを扱うことのできない映画館は、いったん35mmフィルムに移してからシネマスコープ/パナビジョンのアスペクト比2.35：1に直してから公開する。

## 用途

### 特殊効果
デジタル合成技術の無い光学合成の時代、視覚効果を実写と合成するシーンでは何度もフィルムを複製するため、画面がザラつき観客に合成と気付かれる事が多かった。視覚効果監督のダグラス・トランブルは『2001年宇宙の旅』で画質の高さに固執したスタンリー・キューブリック監督の影響もあり、『未知との遭遇』等といった作品で、35mmで撮影する作品も光学合成の必要なシーンは65mmフィルムで作業を行い、対応したオプティカル・プリンターなどの設計開発も行った。80年代末になっても、トランブルの会社を引き継いだリチャード・エドランドが『ゴーストバスターズ』、『ダイ・ハード』などで65mmを用いた光学合成を行い、小型の65mmカメラの開発も手がけている。

### IMAX
IMAXは70mmフィルムを水平方向に送ることで、1コマに使うフィルムの面積を通常の映画より広くし、高精細度の映像が得られるようにしたシステムである。フィルムの70mm幅を映像の垂直方向に使い、水平方向には15パーフォレーション分のフィルムを使う。オムニマックス、IMAX Domeは同じく70mm×15パーフォレーションのフィルムを使う。
70mmのフィルムを使ってIMAXのスクリーンに上映するシステムとしては ダイナビジョンやアストロビジョンがあり、70mmフィルムを通常の商業映画と同様に垂直に掻き落とすことで1フレームのフィルム使用量を削減している。Dynavisionは70mm×8パーフォレーション、アストロビジョンは70mm×10パーフォレーションまたは8パーフォレーションである。アストロビジョンは主に日本のプラネタリウムに設置されている。

### ブローアップ
上映用フィルムを焼きつける時に、光学的に拡大変換してより大きなフィルムで上映可能にすることをブローアップという。1950年代後期から1990年代半ばまで、35mmフィルムを70mmフィルムに変換してプリントし大都市にある70mm上映対応の映画館で上映された。ブローアップでの上映が行われた理由には、70mmフィルムにブローアップすることで、鮮明で安定した映像が得られたことと、70mmの6チャンネル磁気録音で優れたマルチチャンネル音声での上映に対応していたことが挙げられる。のちにデジタル音響システムが普及すると音声に関して35mmフィルムに対する優位性は失われた。70mmフィルムのプリントは35mmフィルムに比べ高価である。

## スペック

### スタンダード65ミリ(5/70)
(Todd-AO, Super Panavision)
- 球面レンズ
- 1フレームにつき5穴
- 42フレーム/m
- 縦送り
- 24フレーム/秒
- 撮影時のアパーチャー: 2.066 by 0.906 in (52.48 by 23.01 mm)
- 投影時のアパーチャー1.912 by 0.816 in (48.56 by 20.73 mm)
- 1000 feet (305 m), about 9 minutes at 24 frame/s = 10 pounds (4.54 kg) in can
- アスペクト比: 2.2:1

### Ultra Panavision 70、またはMGM Camera 65
以下の点を除けばスタンダード65ミリと同じ
- 撮影時、レンズの前に特殊な光学アダプターを設置する必要がある
- アパーチャー係数:1.25x,投影時のアスペクト比:2.76:1

### Showscan
以下の点を除けばスタンダード65ミリと同じ
- 60フレーム/秒

### IMAX (15/70)
- 球面レンズ
- 1フレームにつき15穴
- 横送りで、基部側から見て右から左へフィルムが回る
- 24フレーム/秒
- camera aperture: 2.772 by 2.072 in (70.41 by 52.63 mm)
- 投影時のアパーチャー: 垂直軸が撮影時のアパーチャーよりも2mm以上短くなり、水平軸が撮影時のアパーチャーよりも0.4mm以上短い
- アスペクト比: 1.35:1 (撮影時), 1.43:1 (投射時)

### オムニマックス
以下の点を除けばIMAX と同じ
- 特殊な魚眼レンズを要する
- レンズはフィルムの水平面の中央より9mm上に光軸が置かれる
- 観客が見られるよう、ドーム型のスクリーンに楕円状に、20度から110度の位置に投影される。

### オムニビジョンシネマ180

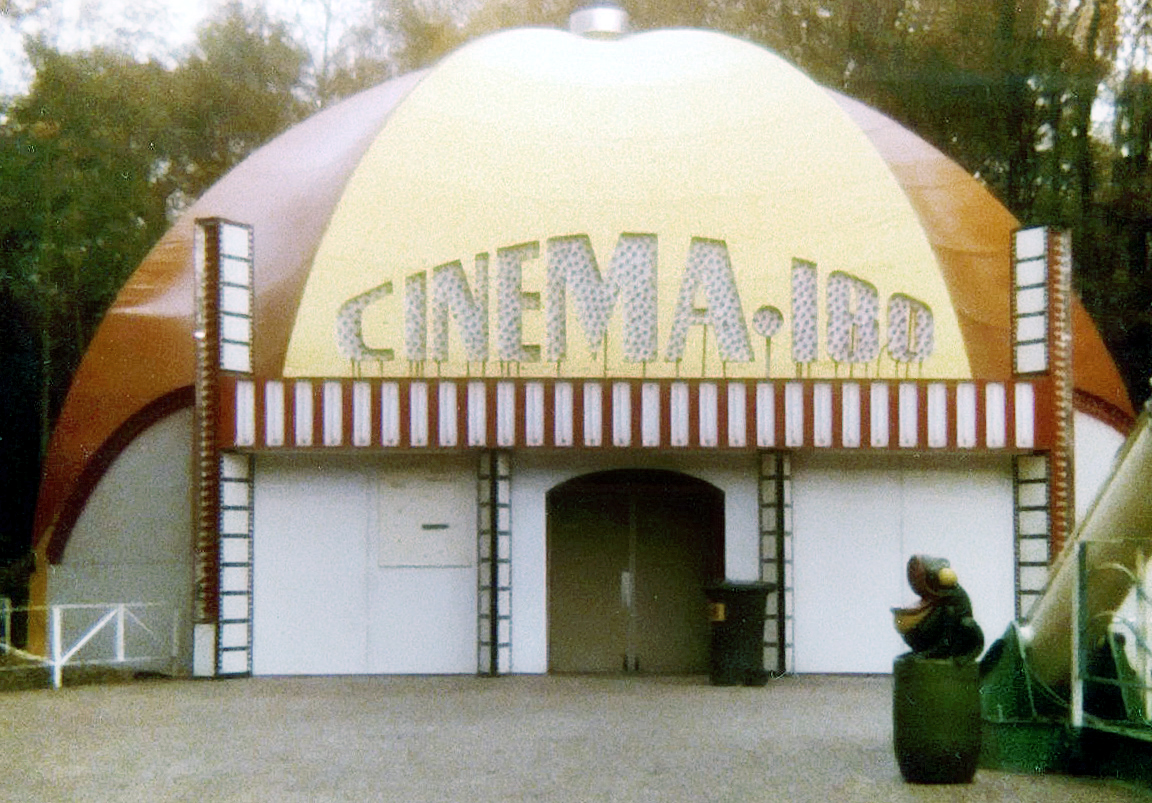
シネマ180（1979年、西ドイツにて）

以下の点を除けばスタンダード65/70 と同じ
- 180度のドームスクリーンに合った特殊な魚眼レンズで撮影・投影される
- 1995年に、70mmの6トラックアナログサウンドからDTSデジタルサウンドに変更

オムニビジョン は アメリカ合衆国のフロリダ州サラソータよりはじまった。映画館はOmnimaxと相互性をもたせるようにできたが、スタートアップが遅いうえに操作費がかかった。多くの映画館はシーメンスがデザインしたドーム状の織物構造の建物だった。アメリカ合衆国最後のオムニビジョン採用劇場はアラスカ州アンカレッジにある The Alaska Experience Theatre (この建物は1981年にたてられ、2007年に閉鎖し2008年に再オープンした。)とハワイ州ラハイナのHawaii Experience Theatre にあった(2004年閉鎖)。
ニューハンプシャー州セーラムのCanobie Lake Parkにある "Vertigo Theatre"は、Cinema 180を採用している
シネマ180用70mmフィルムの製造元には、ドイツのシネビジョン(CINEVISION,現： AKPservices GmbH, Paderborn)があった。

### ダイナビジョン(8/70)
- 劇場がドーム状である場合は魚眼レンズを用いるが、それ以外は通常の球面レンズを使用
- 縦送り
- 24-30フレーム/秒
- 撮影時のアパーチャー: 2.080 by 1.480 in (52.83 by 37.59 mm)

### アストロビジョン(10/70)
- 縦送り
- オムニマックス用のネガから上映フィルムをプリントされることが多い
- ドーム状の劇場向けで、日本のプラネタリウムで使用される
- 音声の記録はなく、パーフォレーションはフィルム端すぐにある